# Spinacétine
La spinacétine est un composé organique de la famille des flavonols O-méthylées. Elle est notamment présente dans les épinards (Spinacia oleracea).